# 脊振山地

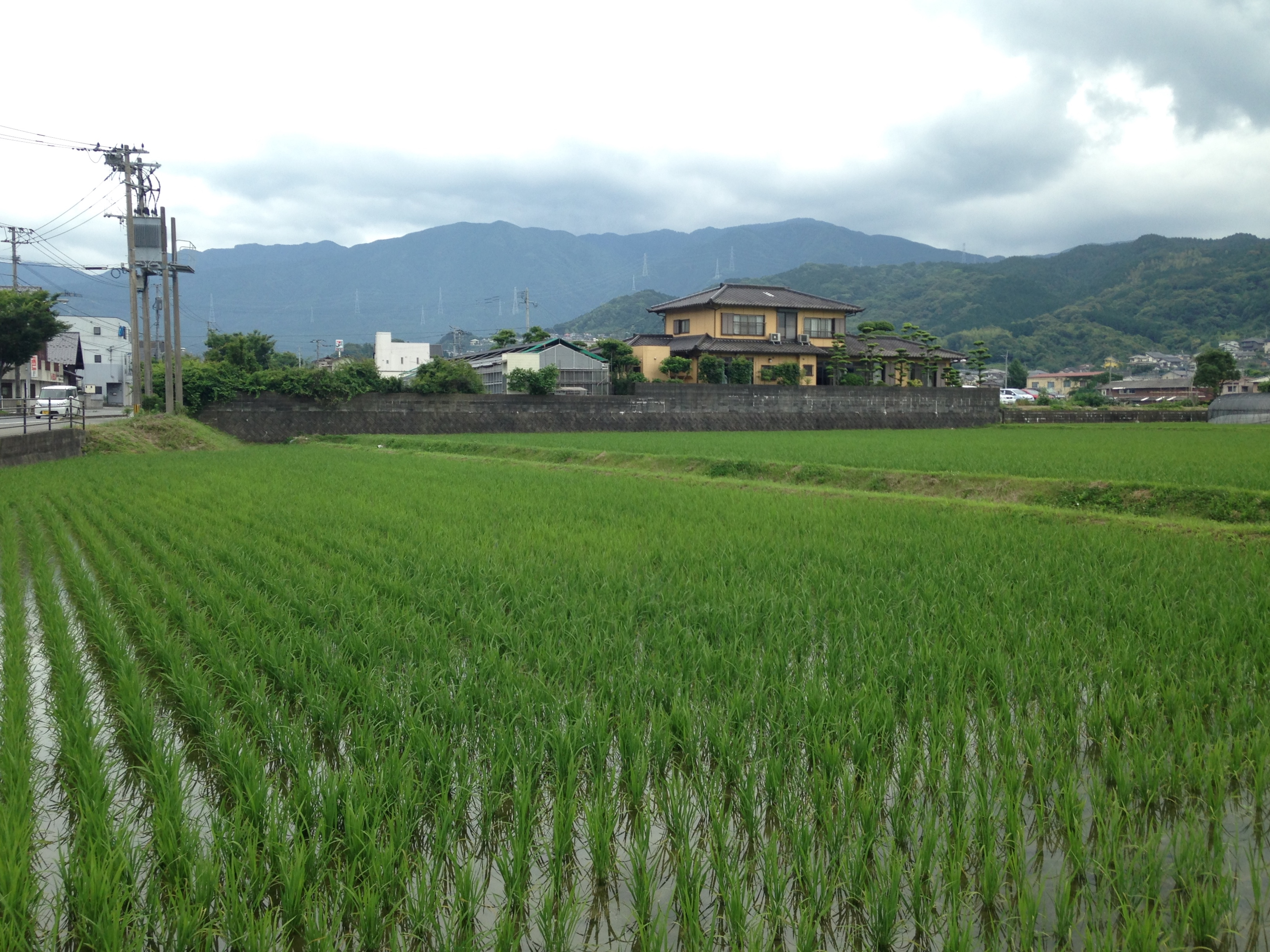
福岡市早良区早良2丁目から望む脊振山地

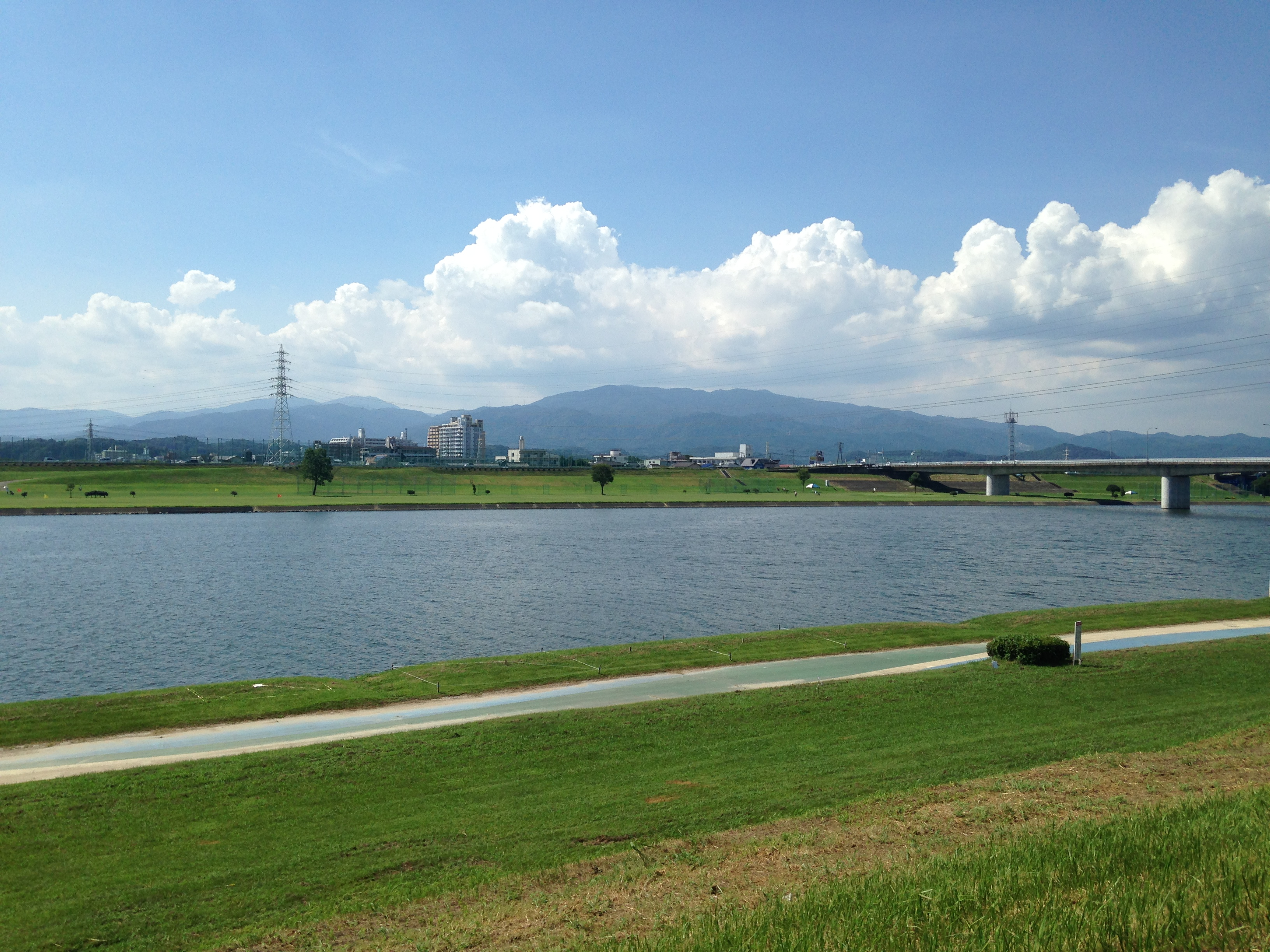
久留米市の筑後川土手から望む脊振山地

脊振山地（せふりさんち）は、九州の北部、福岡県と佐賀県の県境にまたがる山地。筑紫山地の一部をなす。脊振山系（せふりさんけい）ともいう。

## 範囲
山域は東西約50km、南北約25kmと東西に長く、西は福岡県糸島市・佐賀県唐津市から、東は福岡県那珂川市・佐賀県鳥栖市に及ぶ。
最高部である1000m級 - 800m級の尾根は2つに分かれる。1つは山域の北側、脊振山や雷山など東西に長く伸びる山々であり、別名雷山山地とも呼び、狭義にはこの山系だけを脊振山地と呼ぶ。この山々の分水嶺が県境になっており、古くは筑前国と肥前国の国境であった。もう1つの尾根は山域の南西にある天山の山系で、狭義の脊振山地にはこの山系を含めない。
脊振山地（狭義）北側は急斜面で、麓は福岡平野に面している。
脊振山地（狭義）と天山の間の山間地には、300m - 800m級の山頂が数多くあり、標高400m - 600m程度の高原が広がる。天山の山系を含む山地の南限は筑紫平野（佐賀平野）に面している。

## 地質・水系
山体は主として白亜紀の花崗岩類からなり、天山の山頂部など一部に三郡変成岩の結晶片岩を含む岩相で、これらの分布を反映した侵食残丘地形（構造地形）である。尾根や急崖には硬い花崗岩の基盤が露出するものの、中腹以下では強風化花崗岩となっており、特に深成岩が覆う山麓の丘陵地では深層風化が進んでいる。そのため花崗岩の風化による真砂土（石英砂）の土砂生産が活発で、北側の福岡平野と南側の佐賀平野にはこれらを多く含んだ土が堆積している。
なお、地下の花崗岩塊が断層活動によって隆起した断層山地の性質もある。主に西北西 - 東南東方向とこれに直角な方向に断層が走り、これに沿って川が流れて谷が発達し、道路も谷沿いを走る。活断層は、糸島市から鳥栖市にかけて西北西 - 東南東方向に伸びる日向峠-小笠木峠断層帯が山域内に、また小城市から吉野ヶ里町にかけ東西方向に伸びる佐賀平野北縁断層帯が南方にある。
山域を流れる川には、室見川、那珂川、筑後川水系の城原川、嘉瀬川（川上川）、松浦川水系の厳木川、玉島川などがある。
しかし、山が”浅く”少雨時に河川の水量が減少し、北麓では200万人規模の福岡都市圏を支える河川は中小河川のみ、南麓では筑紫平野の農地に大量の農業用水が必要で、それぞれ渇水になりやすい問題を抱えている。そのため、筑後川中流部に筑後大堰を設けて、前者では筑後大堰経由の「福岡導水」や東区の海水淡水化施設から福岡市の水道水の3割強(2011 - 2015年度)を補充する一方、後者では筑後大堰経由の「佐賀導水」で嘉瀬川や城原川へ用水を補給する対策が行われている。

## 自然・景勝
基山 - 脊振山 - 金山 - 天山を結ぶルートに九州自然歩道が通っており、散策客も多い。脊振山、金山など開けた尾根からは、北に国定公園に指定されている玄界灘の海岸景観や福岡市街、南に筑紫平野を望む。
植生は人工林や二次林がほとんどを占める。脊振山などの標高約800m以上の尾根にはブナやアカガシの二次林がみられる。他、二次林はミズナラ、カエデ、シデなどの落葉広葉樹林となっている。生物相ではドジョウ、イモリ、トノサマガエルなどの平地では姿を消してしまった種がみられる。ゲンゴロウの生息地が1990年代まで知られていたが、埋め立てや環境悪化により2003年の佐賀県レッドリストでは”絶滅した可能性が高い”とされた。
那珂川の筑紫耶馬渓（那珂川市）、白糸の滝（糸島市）、二丈渓谷（糸島市二丈）、玉島川の観音の滝（唐津市七山）、御手洗の滝（鳥栖市）などの自然景勝地が知られている。福岡県側は脊振雷山県立自然公園、佐賀県側は脊振・北山県立自然公園にそれぞれ指定されている。
800m〜1000m程度の低い山が多いが、冬季は対馬海峡を渡った北西季節風がぶつかるため英彦山地や九州山地などとともに九州地方でも有数の多雪地帯であり、冬の福岡平野に曇天、時には雪や雨をもたらす一方で、佐賀平野の内陸性気候の誘因となっている。
北山ダム保養地のサイクリングロード・釣り場、基山の草スキー場、多くのレジャー施設がある。また、西側斜面にはみかん畑が広がる。
脊振山、雷山、浮嶽など、古くは一帯が山岳信仰・山岳仏教（修験道）の場となったため、山頂神社や廃寺等が点在する。

## 産業・交通
豊かな自然を生かした観光業や農業が産業の中心である。中央部の山間地帯では、古くから川沿いの小盆地に水田を拓き米作を行うとともに、みかんや柿、茶の栽培、酪農を行ってきた。1960年代頃からは高冷地野菜の生産に力を注ぐようになった。また高齢化・過疎化の進行に伴い、農協や市場など卸売を介す従来型ではない直売所への直接出荷が増えるなど農産物流通の変化が起きている。
全体的に森林が広がり、佐賀市富士町・三瀬村、神埼市脊振町、吉野ヶ里町旧東脊振村、唐津市七山などではスギを中心とした植林地が多いが、林業者1戸当たりの山林が1.5ヘクタール(ha)程度と規模が小さく、農林兼業が多い特徴がみられ、荒廃林も少なくない。
国道263号が山地を南北に縦断、三瀬峠とそのバイパス三瀬トンネルを介して、福岡市と佐賀市とを結ぶ要衝となっている。ほか山域を跨ぐ道路として、神埼市と福岡市を結ぶ国道385号・坂本峠、佐賀市と唐津市を結ぶ国道323号、県道前原富士線・長野峠、県道大野城二丈線・日向峠、県道福岡早良大野城線・糸島峠、県道入部中原停車場線・早良中原停車場線・七曲峠および板屋峠などがある。

## 主な山
| ▲基山 ▲牛頸山 ▲ 九 千 部 山 ▲ 蛤 岳 脊 振 山 ▲ 金 山 ▲ 井 原 山 ▲ 雷 山 ▲ 羽 金 山 ▲ 浮 嶽 ▲ 十 坊 山 ▲ 油山 天山▲ 作礼山▲ 三 瀬 峠 ● 坂 本 峠 筑 紫 ト ン ネ ル 福岡市 糸島市 久留米市 佐賀市 玄界灘 福岡平野 筑紫平野 脊 振 ダ ム 五 ケ 山 ダ ム 北山ダム 嘉瀬川ダム |
| 脊振山脈の地形陰影図。 ※表示環境によっては文字がずれることがあります。 |

- 基山 - 405m
- 牛頸山 - 448m
- 権現山 - 626m
- 九千部山 - 848m
- 石谷山 - 754m
- 蛤岳 - 863m
- 脊振山 - 1,055m
- 金山 - 967m
- 井原山 - 982.4m[13]
- 雷山 - 954.5m[13]
- 羽金山 - 900.3m[13]
- 獅子舞岳 - 841m
- 女岳 - 748m[13]
- 浮嶽 - 805.1m[13]
- 十坊山 - 535.2m[13]
- 二丈岳 - 711.4m[13]
- 地蔵 - 675.3m[13]